# Goerita betteni
Goerita betteni là một loài trong họ Goeridae. Chúng phân bố ở miền Tân bắc.